# Rinchenia mongoliensis
Rinchenia mongoliensis es la única especie conocida del género extinto Rinchenia de dinosaurio terópodo ovirraptórido, que vivió a finales del período Cretácico, hace aproximadamente 70 millones de años, en el Campaniense, de lo que hoy es Asia. Rinchenia se conoce por un solo espécimen, GI 100/32A que consiste en un cráneo completo con la mandíbula inferior, una columna vertebral parcial, brazos y una faja de hombro parcial, miembros traseros y una pelvis parcial, y una a fúrcula. Mientras que Rinchenia media casi lo mismo que Oviraptor, cerca de 1,5 metros de largo, varias características de su esqueleto, especialmente en el cráneo, lo muestran distinto que este mereciendoun nuevo género. 

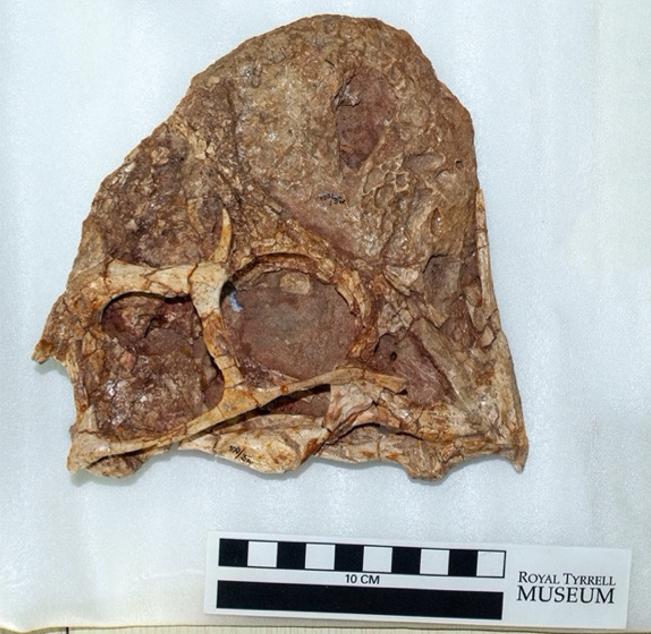
Cráneo del holotipo

Su esqueleto estaba construido más ligeramente y menos robusto que el de Oviraptor , y mientras que la cresta de Oviraptor es desconocida debido a la pobre preservación del fósil, Rinchenia tenía una bien preservada, alta y desarrollada, como la del casuario, similar a un casco que incorporaba muchos huesos del cráneo que no lo están en la cresta de Oviraptor. Tras ser descubierto en 1986, Rinchenia fue asignado, por Rinchen Barsbold, al género Oviraptor como O. mongoliensis. Sin embargo, un estudio posterior del mismo autor, mostró diferencias anatómicas suficientes para ubicarlo en un género separado. El nombre Rinchenia fue acuñado para este género por Barsbold en 1997, pero al no ser descrito en detalle el nombre fue considerado inválido hasta que fue usado por Osmólska et al. en 2004.